# Harbin Hafei Automobile

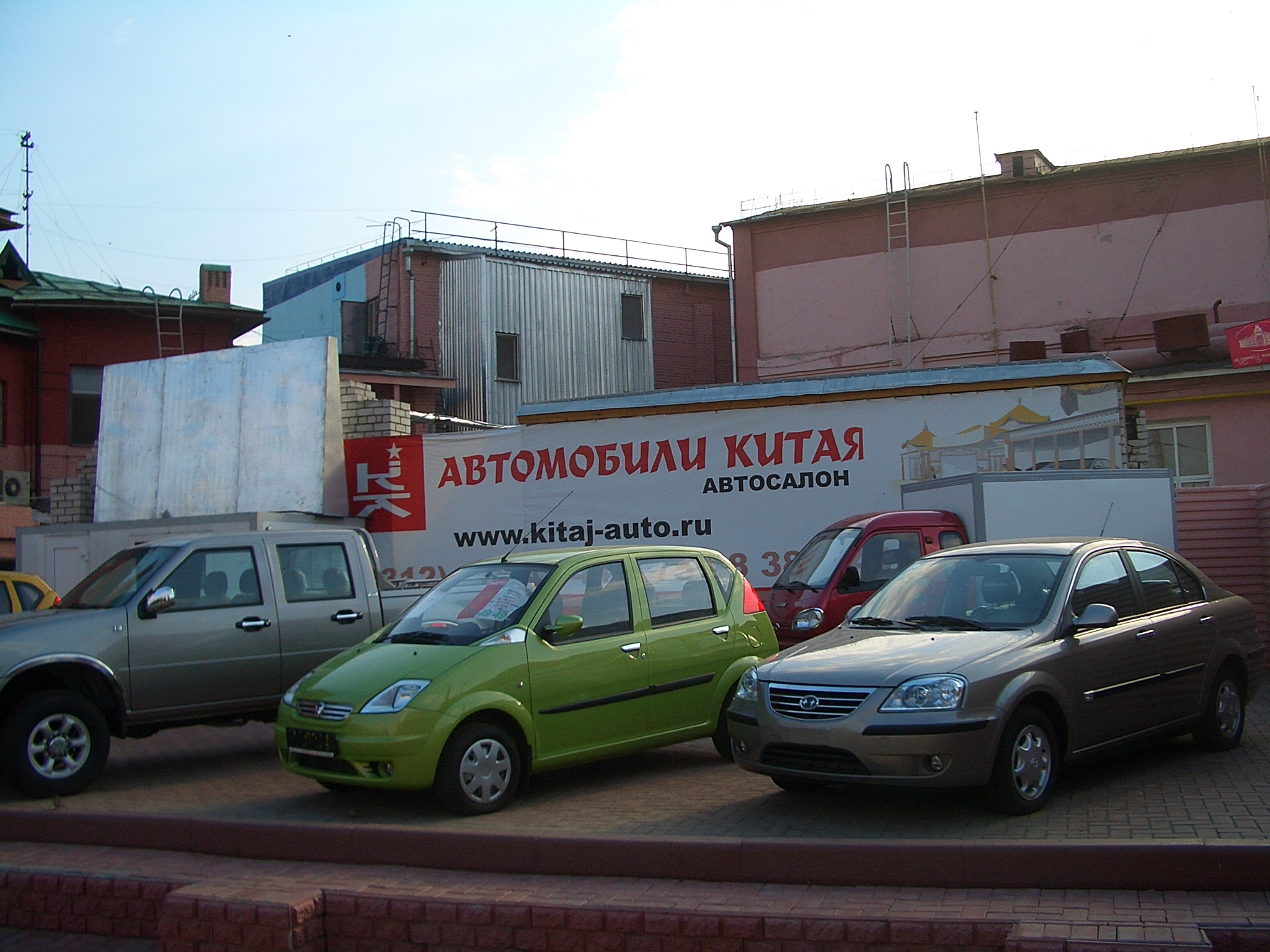
Hafei Saibao III und Hafei Lubao/Lobo

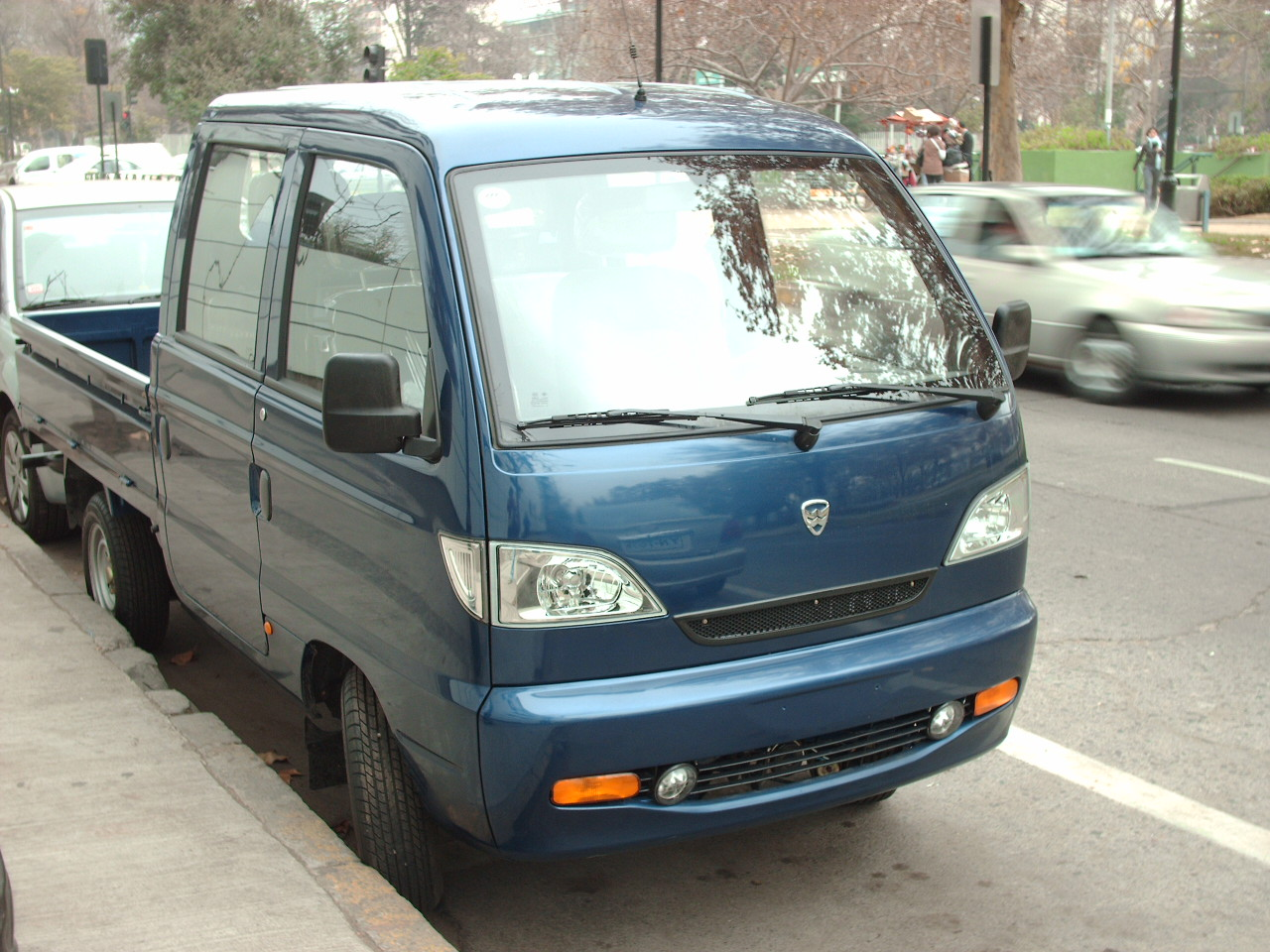
Hafei Ruiyi

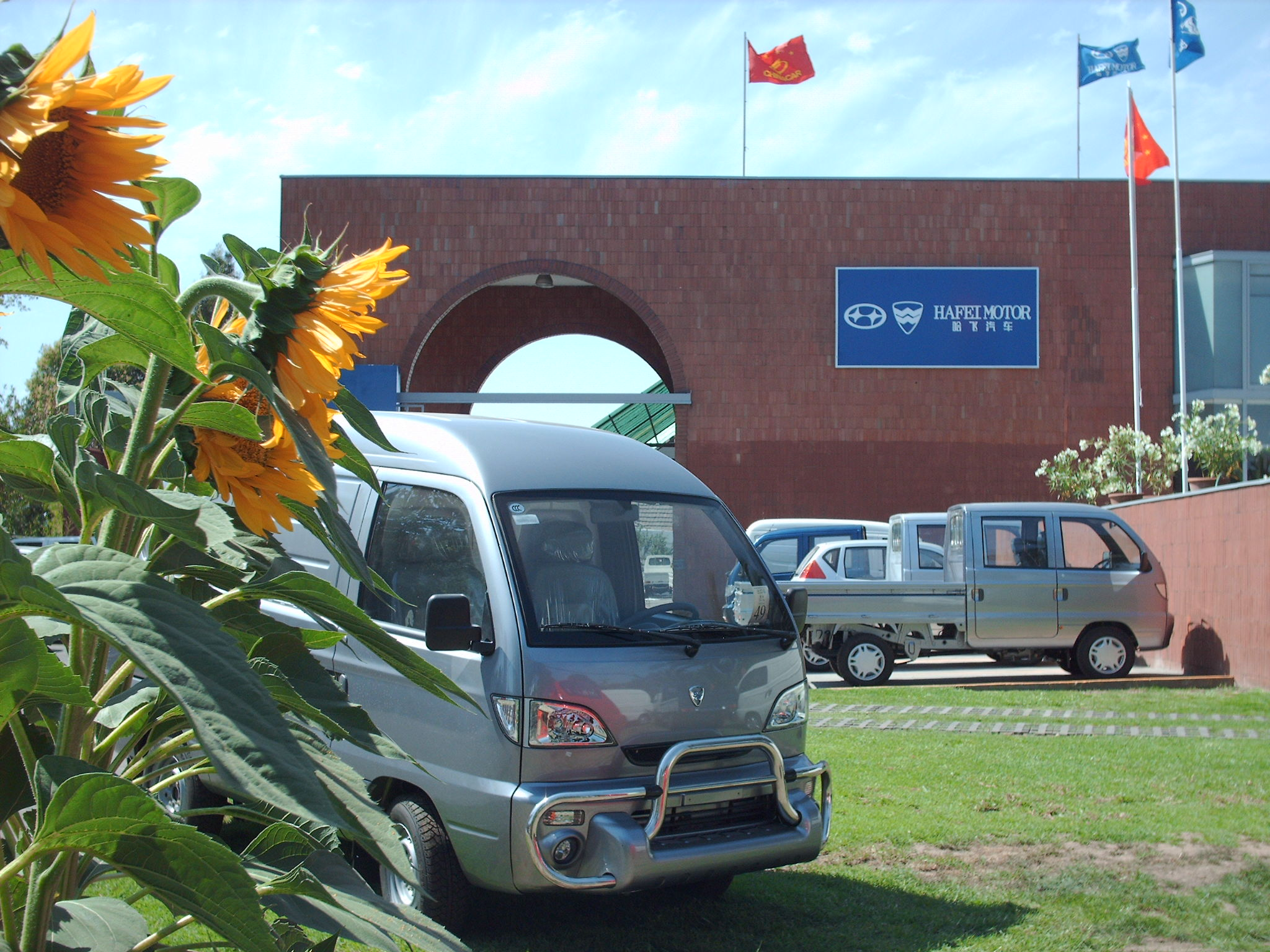
Hafei Zhongyi

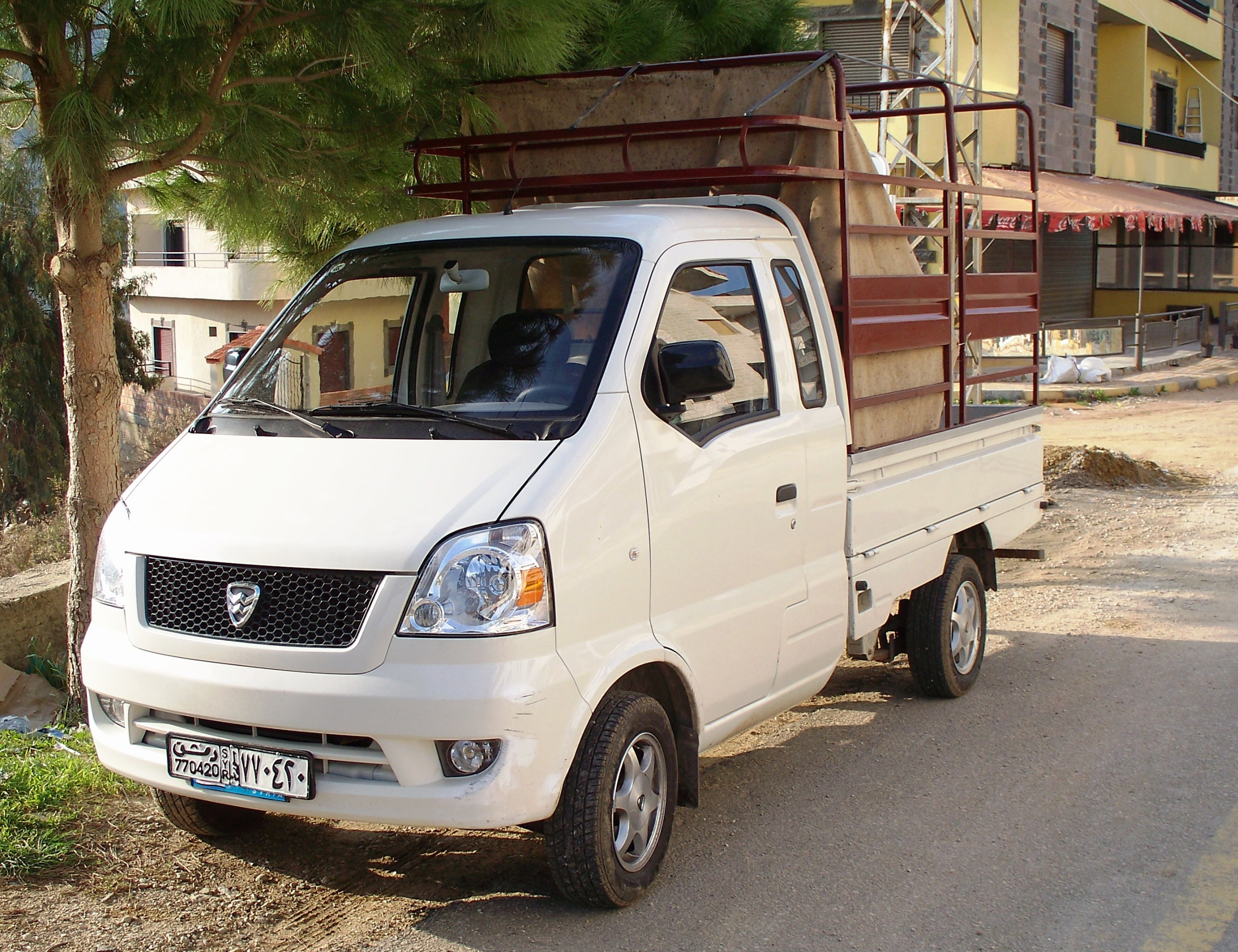
Hafei Minyi

Harbin Hafei Automobile Industry Group Co., Ltd., nach anderen Quellen Harbin Hafei Motor Co., Hafei Motor Co. oder Hafei Motors Co., war ein Hersteller von Kraftfahrzeugen aus Hafei in der Volksrepublik China.

## Geschichte
Das Unternehmen wurde am 20. September 1994 gegründet. Es ist eine Division der staatlich-militärischen Harbin Aircraft Manufacturing Corporation.
Der Markenname lautete von 1984 bis 2002 Songhuajiang und bis 2015 Hafei.
Die jährliche Produktionskapazität lag 2007 bei 300.000 Einheiten.
2015 endete die Pkw-Produktion.

## Pkw-Produktionszahlen
| Jahr | Produktionszahl | Quelle      |
| ---- | --------------- | ----------- |
| 2000 | 110.270         | [ 2 ] [ 5 ] |
| 2001 | 131.195         | [ 2 ] [ 5 ] |
| 2002 | 155.847         | [ 2 ] [ 5 ] |
| 2003 | 186.495         | [ 2 ] [ 5 ] |
| 2004 | 190.340         | [ 5 ]       |
| 2005 | 225.260         | [ 1 ]       |
| 2006 | 231.917         | [ 1 ]       |
| 2007 | 198.776         | [ 1 ]       |

## Hafei-Fahrzeuge unter anderen Markenzeichen
Es besteht eine Zusammenarbeit mit Micro Cars aus Sri Lanka und Naza aus Malaysia. Von 2004 bis 2015 bestand eine Kooperation mit dem vietnamesischen Unternehmen Xuan Kiên Auto.